# 타이거 항공 타이완
타이거 항공 타이완(중국어: 台湾虎航, 영어: Tigerair Taiwan)은 대만의 저가 항공사로 2014년에 운항하기 시작했으며 대만의 국영 항공사인 중화항공이 타이거 항공 타이완의 지분 100%를 가지고 있다.

## 보유 기종
- 2025년 7월 기준으로 타이거 항공 타이완은 다음과 같이 보유하고 있다.

## 같이 보기
- 대만의 공항 목록
- 대만의 항공사 목록
- 대만의 기업 목록
- 대만의 교통